# Lorna Norris
Lorna Norris (23 de diciembre de 1975) es una deportista británica que compitió en remo. Ganó una medalla de bronce en el Campeonato Mundial de Remo de 2005, en la prueba de cuatro scull ligero.

## Palmarés internacional
| Campeonato Mundial | Campeonato Mundial | Campeonato Mundial | Campeonato Mundial  |
| Año                | Lugar              | Medalla            | Prueba              |
| ------------------ | ------------------ | ------------------ | ------------------- |
| 2005               | Kaizu (Japón)      | Medalla de bronce  | Cuatro scull ligero |